# Gyeongju
Gyeongju (hangul 경주, hanja 慶州) är en stad i den sydkoreanska provinsen Norra Gyeongsang. Staden hade 268 160 invånare i slutet av 2018, varav 149 942 invånare bodde i själva centralorten. Ytan uppgår till 1 325 kvadratkilometer. Staden var huvudstad i det forntida kungariket Silla, som grundades som en regional stat under 100-talet före vår tideräkning och täckte större delen av Koreahalvön från 600-talet och fram till 900-talet.
År 2000 sattes Gyeongju upp på Unescos världsarvslista, i mångt och mycket för Sillaperiodens många historiska lämningarnas skull. Bland dessa skatter har Seokguramgrottan, Bulguksatemplet, Gyeongjus historiska områden och Yangdongbyn var för sig betecknats som världsarv av Unesco. Dessa många viktiga historiska platser har hjälpt Gyeongju att bli ett av de mest populära turistmålen i Sydkorea.
Staden Gyeongju förenades med den närliggande landsbygdens Gyeongju län 1995 och är nu ett urbant landsbygdskomplex. Det liknar ett 50-tal andra små och medelstora städer med en befolkning under 300.000  i Sydkorea. Förutom sitt rika historiska arv, är Gyeongju dag påverkat av de ekonomiska, demografiska och sociala trender som har format den moderna sydkoreanska kulturen. Turism är fortfarande den främsta ekonomiska drivkraften, men tillverkningsindustrin har växt, på grund av sin närhet till stora industriella centra som Ulsan och Pohang. Gyeongju är ansluten till det rikstäckande järnvägs- och motorvägsnätet, som underlättar industri- och turisttrafiken.

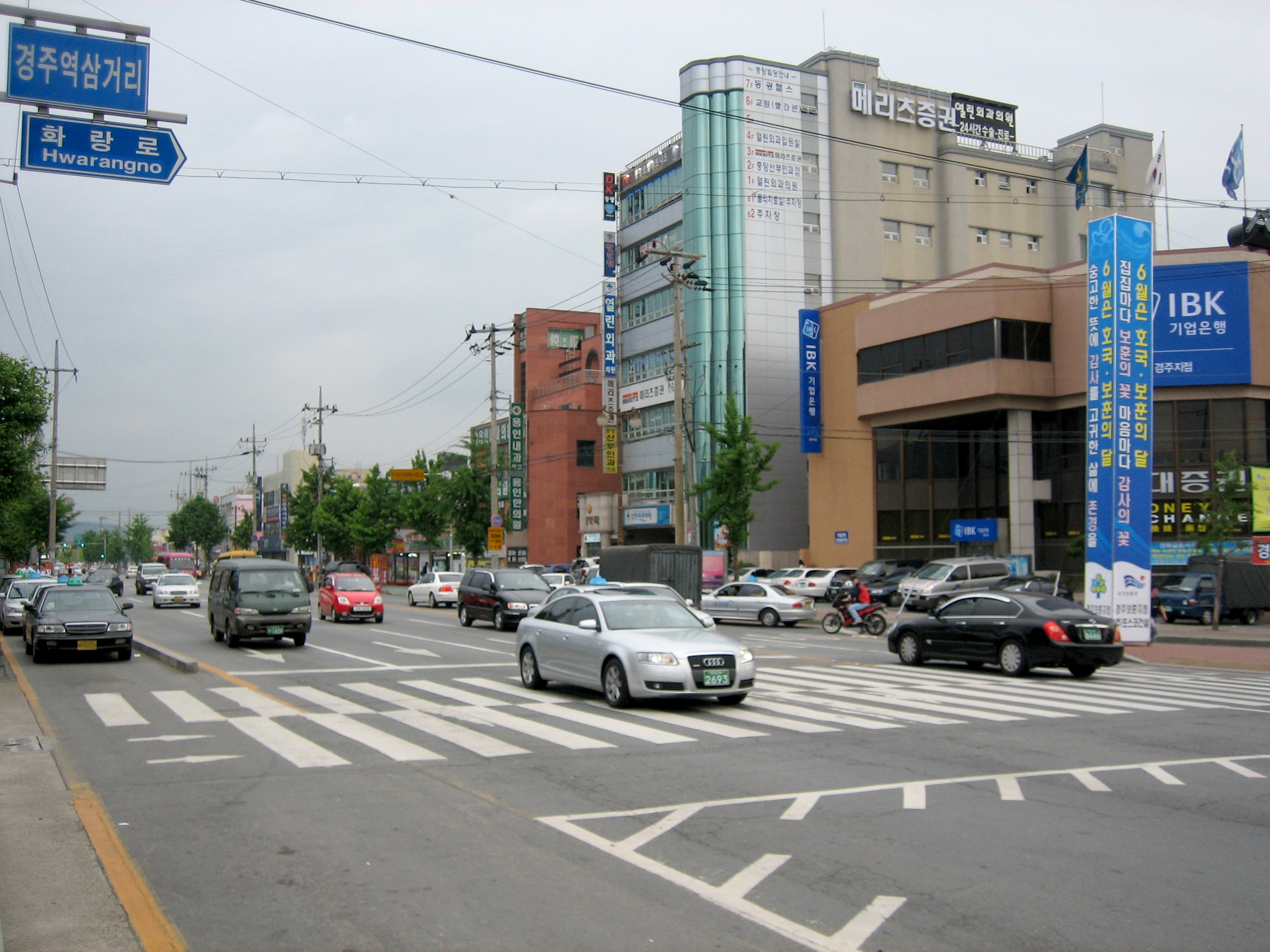
Gata i Gyeongju.

## Historia
Gyeongju omnämns första gången under Samhanperioden under det första århundradet. Då är den en liten stat under Saroguk, som senare lade grunden till det framväxande kungariket Silla.
Under Sillaperioden kallades staden "Seorabeol" (서라벌; 西羅伐). Här låg Sillas domstol och efter enandet av halvön i mitten av 600-talet blev det centrum för Koreas politiska och kulturella liv.

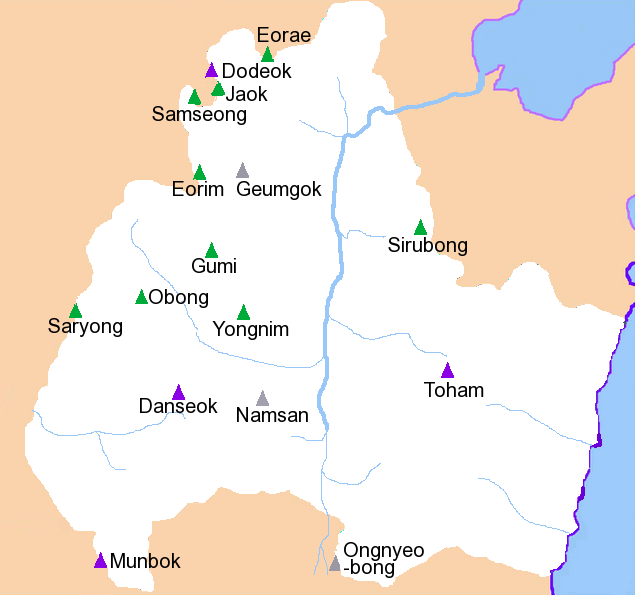
Gyeongjus berg och avrinningsmönster med en huvudflod från söder till norr. Toppar på 500 till 700 m visas i grönt, de som är högre än 700 m i violett. Resterande tre i grått är under 500 m.

## Geografi och klimat
Gyeongju ligger i sydöstra hörnet av Norra Gyeongsang-provinsen och avgränsas av metropolen Ulsan i söder. Inom provinsen är grannarna Pohang i norr, Cheongdo åt sydväst, och Yeongcheon i nordväst. Gyeongju ligger cirka 50 kilometer norr om Busan. I öster gränsar kommunen mot havet.
Stadens centrum, en gång Sillas huvudstad, ligger i Gyeongjudalen på Hyeongsanflodens stränder. På grund av sitt läge har staden många gånger blivit översvämmad. Moderna anläggningar för att förhindra översvämningar byggdes i slutet av 1900-talet. Den senaste stora översvämningen skedde 1991 då en lokal vattenreservoar flödade över på grund av en tyfon.
Det finns gott om låga berg spridda över Gyeongju. De högsta av dessa är Taebaekbergen, som löper längs stadens västra gräns. Gyeongjus högsta punkt, Munbokberget (文 福山) når 1014 meter över havet. Denna topp ligger i Sannae-myeon, på gränsen till Cheongdo. Öster om Taebaekkedjan ligger andra västliga toppar som Danseokbergen inom Jusa bikedjan. Stadens östra toppar, inklusive Tohamberget, tillhör Haeanbergen och Dongdaebergen.

## Administration
Stadens verkställande organ leds av en borgmästare och en viceborgmästare. I april 2004 hade stadens administration 1 434 anställda.
Staden är indelad i  elva dong (stadsdelar), som tillsammans bildar centralorten, fyra eup (köpingar, orter inom stadsgränsen, men utanför centralorten) och åtta myeon (socknar, distrikt av landsbygdskaraktär).
Dong: Bodeok-dong , Bulguk-dong , Dongcheon-dong, Hwangnam-dong , Hwango-dong, Hwangseong-dong, Jungbu-dong , Seondo-dong, Seonggeon-dong, Wolseong-dong och Yonggang-dong.

Eup: Angang-eup, Gampo-eup, Geoncheon-eup och Oedong-eup.

Myeon: Cheonbuk-myeon, Gangdong-myeon, Hyeongok-myeon, Naenam-myeon, Sannae-myeon, Seo-myeon, Yangbuk-myeon och Yangnam-myeon.

## Ekonomi
Trots att turism utgör en stor del av Gyeongjus ekonomi jobbar de flesta i staden inom andra områden. Underleverantörer till bilindustrin, som också är betydelsefulla för ekonomin i de närliggande städerna Ulsan och Daegu, spelar en viktig roll. I Gyeongju finns nästan 1 000 större företag, varav cirka en tredjedel är bildelstillverkare.
Utöver detta spelar jordbruk än idag en nyckelroll. Staden har en stor produktion av nötkött och svamp.

## Utbildning
Formell utbildning har en längre historia i Gyeongju än någon annanstans i Sydkorea. Således är Gyeongju starkt förknippad med den pedagogiska traditionen Hwarangdo ("Blomsterpojkarnas väg"), som inrättades och blomstrade under Sillaperioden. Det var en militär och filosofisk kod, som erbjöd grund för utbildning till Hwarang, en militär ungdomskadett från aristokratklasseerna. Utbildningen betonade lika mycket akademiska som kampkonstövningar baserade på buddhism och patriotism. Ett antal av Silla största generaler och militära ledare som Kim Yu-sin var Hwarang, som spelade en central roll i Sillas enande av den koreanska halvön. När som Silla integrerades in i nästa härskardynasti, Goryeo, förföll systemet och upplöstes officiellt under Joseondynastin.  Dess anda och disciplin återupplivades emellertid under 1900-talets andra hälft i form av en koreansk kampsportsskola med samma namn.

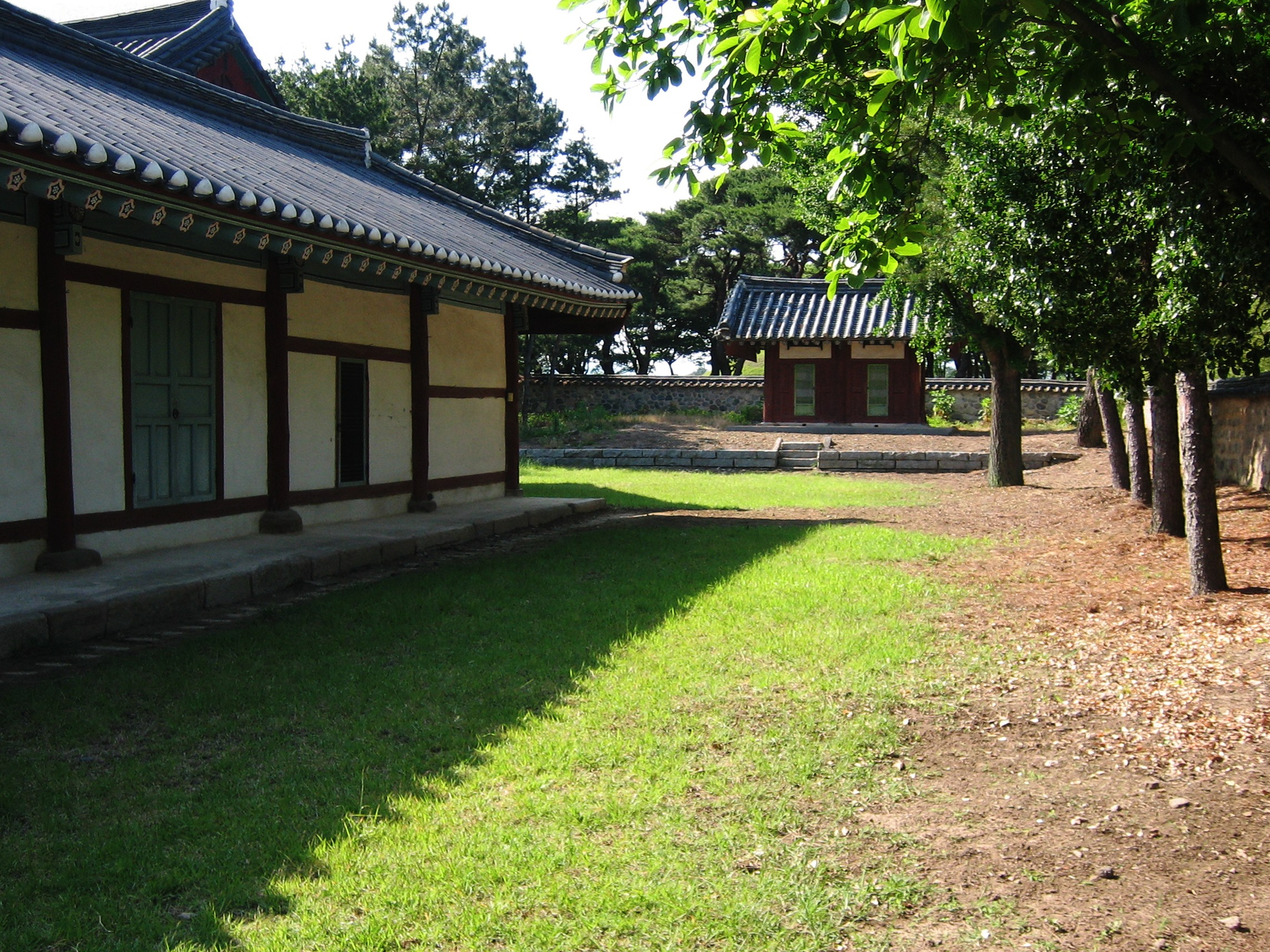
En typisk Gyeongju Hyanggyo med en traditionell koreansk träbyggnad målad i vitt och mörkt rött med gräsplan en solig dag. Frodiga träd ses till höger medan en portal skymtar i bakgrunden.

Gukhak eller den nationella akademin grundades här  682, i början av den Förenade Silla-perioden. Dess läroplan var inriktad på de konfucianska klassikerna för lokala tjänstemän. Efter Sillas nedgång på 900-talet stängdes Gukhak. På grund av Gyeongjus roll som ett provinsiellt centrum under Goryeo- och tidiga Joseon-dynastier, var staden hemvist för statligt sponsrade provinsiella skolor (hyanggyo) under båda dynastierna som Gyeongju Hyanggyo. Under den senare Joseon-dynastin fanns det flera seowon, eller privata konfucianska akademier, som sattes upp i staden som Oksan Seowon och Seoak Seowon.
Gyeongjus utbildningssystem är detsamma som på andra håll i Sydkorea. Skolgången börjar med förskolor, av vilka det finns 65 stycken i staden. Förskolan följs av en 6-årig grundskola, varav det finns 46 i Gyeongju. Därefter följer 3 års mellanstadieskola (19 sådana finns i Gyeongju). Gymnasieutbildningen, som varar i tre år, är inte obligatorisk, men en överväldigande majoritet väljer att läsa vidare för att få en eftertraktad gymnasieexamen. Gyeongju har 21 gymnasieskolor och av dessa är 11 specialiserade på utbildningar inom teknikämnen. Vid var och en av dessa nivåer finns det en blandning av offentliga och privata institutioner. Alla överinses av Gyeongju presidiet för Norra Gyeongsangs Provinsstyrelse för Utbildning.
Gyeongju har även en skola för psykiskt funktionshindrade, som ger utbildning till studenter från förskola till vuxen ålder.

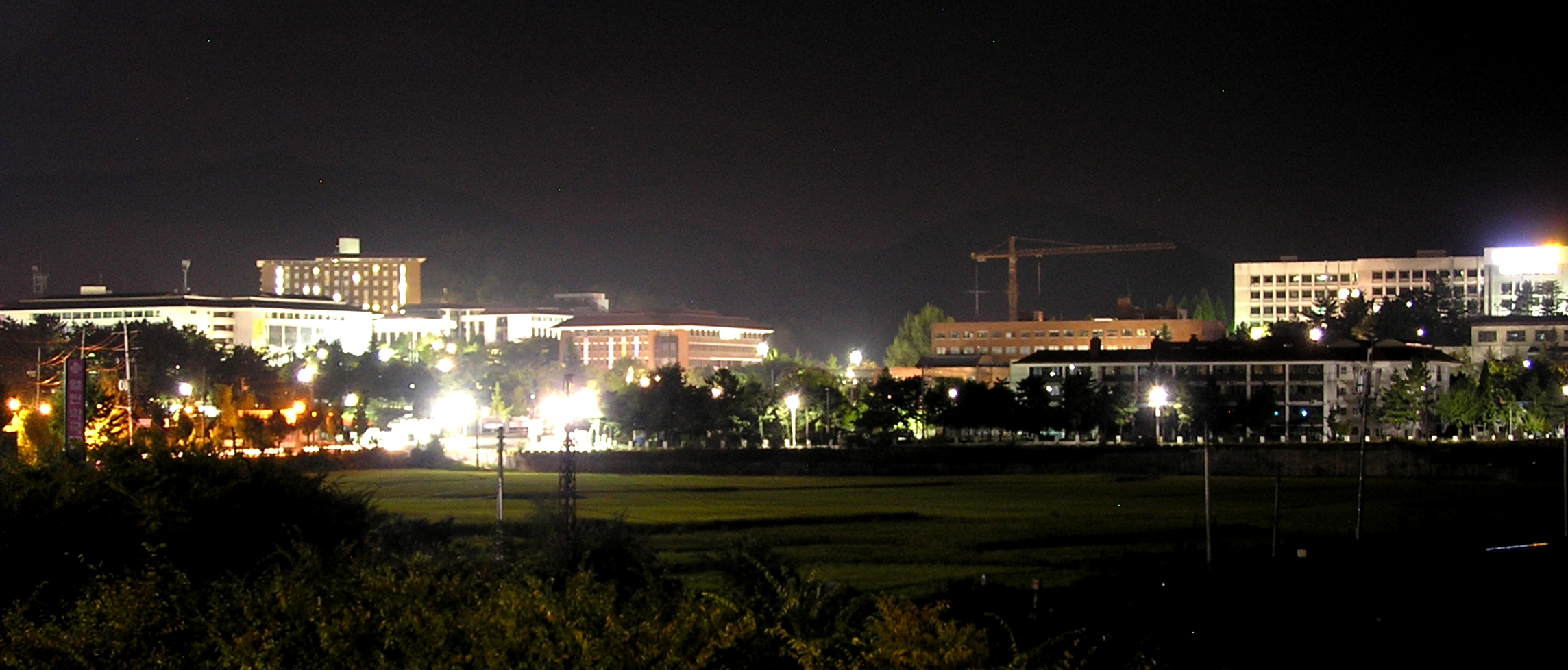
Dongguk universitetets Campus i Gyeongju nattetid.

Gyeongju härbärgerar också fyra institutioner för eftergymnasial utbildning. Sorabol högskola  är en teknisk högskola, som ligger i stadsdelen Chunghyo-dong, som erbjuder huvudämnen specialiserade på turism, fritid, sjukvård och kosmetiska behandlingar.
Vart och ett av Gyeongjus tre universitet återspeglar stadens unika roll. Dongguk och Uiduk universiteten är buddhistiska institutioner, vilket visar denna filosofis koppling till staden.
Gyeongju universitet, tidigare Koreas Tourism-universitet, är starkt fokuserat på turism, vilket återspeglar vikten av turismen i regionen .

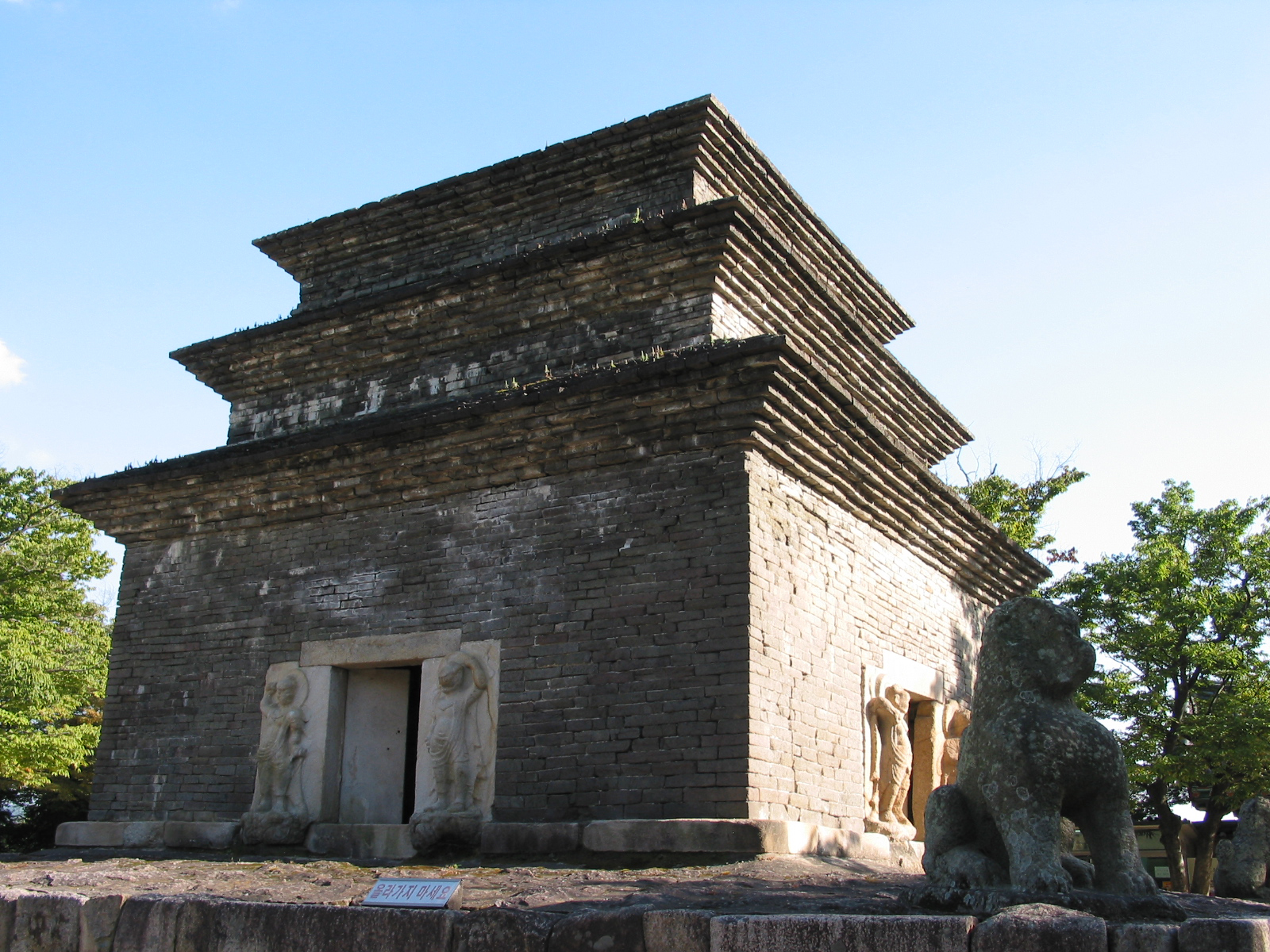
Ruinerna av Bunhwangsa-pagoden, nummer 30 av Koreas nationalskatter, ligger i Bunhwangsa-templet.

## Kultur
Idag är Gyeongju en framstående kulturell plats och mycket välbesökt av landets inhemska turister. Staden är känd som ”museet utan väggar” och innehåller fler gravkammare, tempel, klippinskrifter, pagoder, buddhiststatyer och palatsruiner än någon annan stad i Sydkorea. Besökaren slås av det iögonenfallande stadslandskapet av gravhögar i form av stora gräsklädda kullar bland traditionell arkitektur. Cheonmachong i Tumuliparken har grävts ur och avslöjat rikliga gravgåvor, av vilka faksimil finns utställda längs väggarna i dess inre.
Vid Namsan-berget mitt i nationalparken ligger Bunhwangsa-templet med sin pagod, som är utformad efter Tang-prototyper. Skräp har nu fyllt upp dess inre, men den anses ha varit sju eller nio våningar hög.
Öster om stadens centrum ligger Bulguksa — ett av Sydkoreas största buddhisttempel — och Seokguram, en berömd buddhistisk helgedom. Ett annat stort Buddhisttempel är Golgulsa, som är centrum för meditations- och kampmetoden Sunmudo. Många av dessa platser ligger inom Gyeongju nationalpark.

### Konfessionell och filosofisk livssyn
Staden är fortfarande ett viktigt centrum för koreansk buddhism med Bulguksa och Seokguram i dess närhet. Traditionella böneplatser finns på bergen runt om Gyeongju. Sådana berg inkluderar Namsan nära stadens centrum, Danseok-san och Obong-san i väster, och den låga toppen av Hyeong-san på Gyeongju-Pohang gränsen. Särskilt Namsan kallas ofta för "det heliga berget ", på grund av de buddhistiska helgedomar och statyer som täcker dess sluttningar. Dessutom är Gyeongju födelseplatsen för Cheondoism, en inhemsk Koreansk mytologi som bygger på koreansk shamanism, daoism och koreansk buddhism, med inslag hämtade från kristendom. Denna livssyn har utvecklats från Donghak (bokst. östlig lära) -discipliner som fastställts av Choe Je-u. Hans födelseplats Yongdamjeong, som ligger i Hyeongok-myeon, betraktas som en helig plats för anhängare av Cheondogyo.

## Sport
Här som många andra städer finns det plats för koreansk MMA, av vilka ett par beskrivs under övriga rubriker. Utöver Hwa Rang Do och sunmudo är det inte heller svårt att hitta klubbar som sysslar med Hapkido eller Taekkyeon. 2011 års WTF World Taekwondo Championships ägde rum i Gyeongju runt 1 maj 2011.
Per 2007 hade Gyeongju city två arenor, två gym, två tennisbanor, en swimmingpool och några andra offentliga idrottsanläggningar liksom olika registrerade privata sportanläggningar. Flera av de allmänna idrottsanläggningarna finns i Hwangseong-parken med en yta på drygt en kvadratkilometer inklusive en frodig tallskog. Platsen var ursprungligen läget för den konstgjorda skogen Doksan, som anlades för feng shui-ändamål under Silla-perioden. Den användes också som övningsfält för hwarangkrigare och jaktområde för Sillas kungar, bland andras kung Jinpyeongs favoritplats.

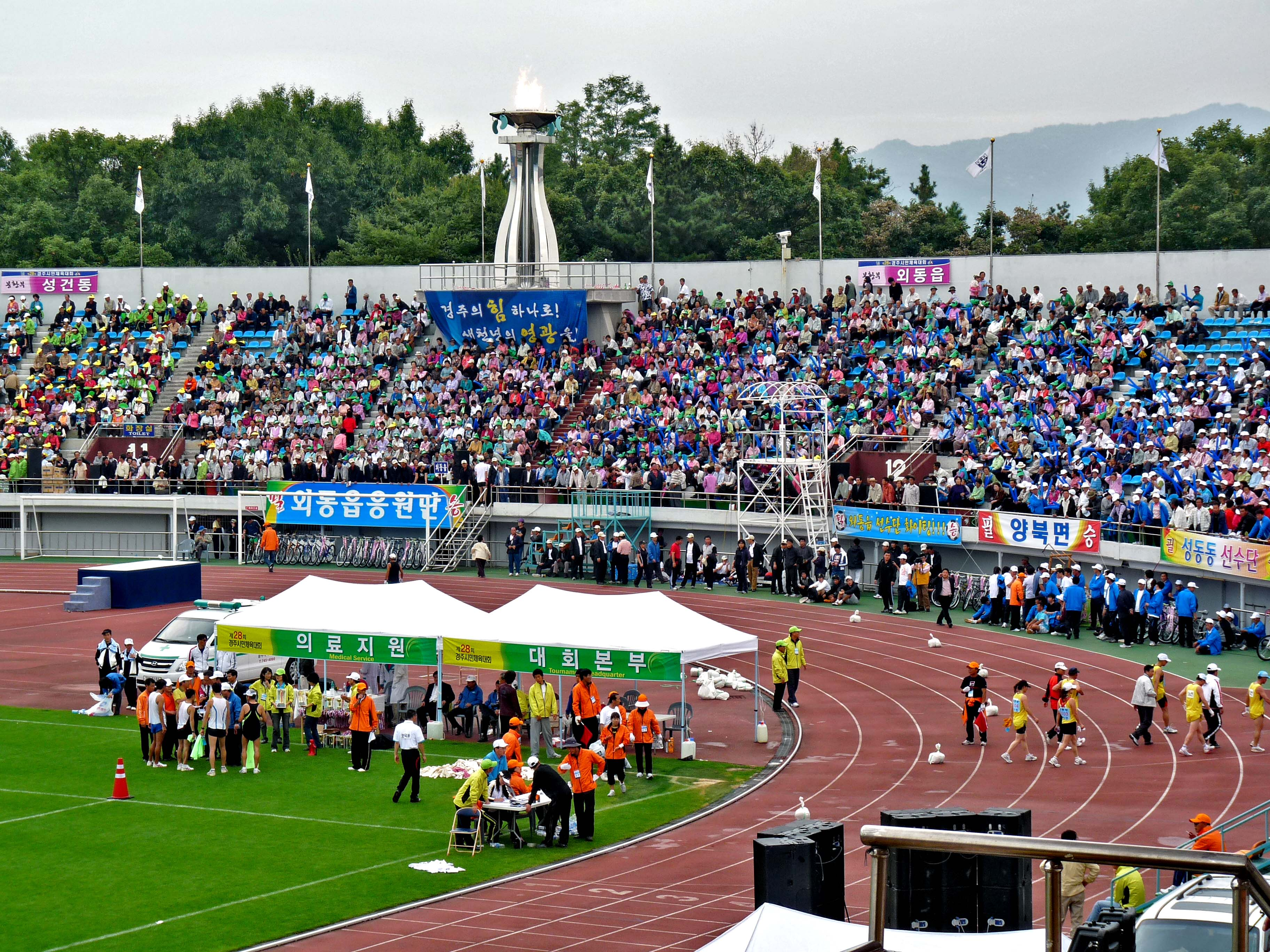
2008 års Gyeongju Citizens' Athletics Festival på Gyeongju Public Stadium med folk som hejar på sina lag med färgglada flaggor.

Sedan 1975 har Hwangseong Park varit utnämnd till "citygrannskapspark" och består för närvarande av multi-funktions Gyeongju Public Stadium, en Fotboll Park med 7 fotbollsplaner och ett gym. Därtill finns en Futsal-plan liksom Horimjang-området för gukgung, det traditionella koreanska bågskyttet och en ssireum-brottningsring. Dessutom innehåller den en plan för det krocketlika gateball-spelet, en inline skating rink, joggingstråk och cykelvägar. Gyeongju Public Stadium stod klar 1982  och har kapacitet att rymma 20.000 åskådare.
Angang Landhockey Stadium, belägen i stadsdelen Angang-eup, är hemmaplan för Gyeongju City Hockey, som är ett av fyra professionella landhockeydamlagen i Sydkorea.
Staden är också värd för två årliga internationella marathonlopp. Gyeongju International Marathon som äger rum i oktober, samlar tävlande på elitnivå, medan det större Gyeongju Cherry Blossom Marathon riktar sig mer till amatörer och motionslöpare. Cherry Blossom Marathon har hållits i Gyeongju sen 1992, vanligtvis i april för att förbättra relationerna med Japan. Loppet, som främst sponsras av staden och närområdet, lockade 13.600 deltagare 2009 varav runt  1.600 utlänningar.

## Transport och kommunikation
Staden ligger i ena änden av två mindre järnvägslinjer som drivs av Koreas nationella järnvägar. Junganglinjen går från Daegu till Gyeongju och ansluter till Donghae-Nambulinjen som stannar i Gyeongju på vägen mellan Pohang och Busan.
Kyongbuvägen, som går från Seoul till Pusan, går genom Gyeongju. Därtill finns det sex nationella huvudvägar som går kors och tvärs genom staden.